# Lolita (term)
 For alternative betydninger, se Lolita (flertydig). (Se også artikler, som begynder med Lolita)
Betegnelsen Lolita har flere betydninger, er ikke kun et egennavn, refererer også til stereotyper og psykologiske termer.

## Personnavn
Navnet Lolita henviser til et spansk pigenavn afledt af Dolores, Lola; spansk for smerte eller sorger.

## Fiktion
Betegnelsen Lolita refererer også til den russisk-amerikanske forfatter Vladimir Nabokovs engelsksprogede roman Lolita fra 1955. Dér identificeres 'Lolita' med en ung pige på 12 år, hvis rigtige navn i bogen er Dolores (smerte), også kaldt Dolly, Lo og Lola. Romanens hovedperson, den fyrretyveårige Humbert Humbert, anvender betegnelsen Lolita når han begærer pigen.
Romanen er blevet indspillet som film flere gange: ved Stanley Kubrick i 1962 og Adrian Lyne i 1997. Kubricks indspilning måtte gå på mange kompromisser med amerikansk lovgivning for at filmen kunne slippe igennem censuren: pigen 'Lolita' skulle spilles af en 14-årig (rolleindehaveren Sue Lyon var 16 år). Hans førstevalg til rollen havde været Tuesday Weld, der var omkring 18 på daværende tidspunkt. Hun afslog dog med begrundelsen, at hun ikke behøvede at spille rollen, hun var Lolita. I sidste ende nedtonede Kubrick alle seksuelle scener fra romanen. Hvorimod Adrian Lynes senere udgave forsøgte at inkorporere de udgåede scener. Her var hovedrolleindehaveren Dominique Swain 17 år.
Romanen Lolita udkom også som musical i 1971 ved John Barry og Andrew Lerner: Lolita, My Love og som skuespil ved Edward Albee i 1981. Begge gik det dårligt. Om musicalen havde Nabokov kaldt det "umoralsk" at en tolvårig skulle spille scenerne aften efter aften.
Det gik bedre med operaen ved Rodion Shchedrin (Лолита) fra 1992, han i 2002 udvidede til orkestersymfonien Lolita-Serenade, hvis musik blev sammenlignet med Alban Bergs opera Lulu (1929-35).

## Psykologi og kønsroller
Lolitasyndromet
Nabokovs roman Lolita talte ind i den amerikanske samtid ved sin udgivelse i 1950'erne. Den kom hurtigt på bestsellerlisterne og betegnelsen Lolita vandt indpas i sproget for en meget ung pige, ofte præpubertær, på tysk en barnekvinde (Kindfrau). Forfatteren Simone de Beauvoir anvendte den om den franske skuespiller Brigitte Bardot i essayet Lolitasyndromet i 1959. Beauvoir frygtede at lillepige-"syndromet" ville afholde Bardot fra at udvikle sig og finde 'sig selv'. I forbindelse med filmen Babette går i krig (Babette s'en va-t-en guerre) fra samme år, refererer Beauvoir at Bardot havde reklameret med at piger under 16 år nu også kunne se hendes film - producenten reklamerede på en filmplakat med at Bardot ikke smed tøjet i filmen, hun var blevet voksen.
Til at begynde med havde Nabokov og hans hustru blot set Lolitabogen som en vittighed, Humberts besættelse af den unge pige forekom komisk i bogen. I en senere Efterskrift til romanen tilføjer Nabokov dog, at idegrundlaget til bogen begyndte omkring 1939 ved læsningen af en artikel om en abe i Jardin des Plantes i Paris, hvor en videnskabsmand lokkede aben til at tegne en tegning; tegningen forestillede tremmerne i dens bur.
Lolitakomplekset
I 1966 refererede andre fra USA, at Lolitakomplekset var blevet en 'nationalsygdom'. I samme tråd udvikledes i Japan i 1970'erne betegnelsen Lolicon (ロリコン rorikon), en portmanteau af Lolita og 'complex' - Lolitakomplekset, inden for tegneserier: anime og manga. Genren afbilder idylliserede unge piger, ned til præpuberteten, ofte i seksualiserede udgaver. Lolicon-udgaver der grænser til Hentai er forsøgt kriminaliseret per lov i flere lande, blandt andet i Sverige.

Kritikere har indvendt at Nabokovs Lolita ikke seksualiserede sig og ikke forsøgte at forføre den ældre Humbert, filmindspilningerne af romanen tillægger Perry Hinton skylden for at Lolitabetegnelsen har fået den association.
"At no point is Lolita anything but a typical girl of her age and time: tomboyish (she has a tendency not to wash her hair), interested in movies, celebrities, magazines, and soda pop. She does nothing to attract Humbert in any way. She does not dress or make herself up with any thought to attract him." (Perry A. Hinton).
Andre kritikere indvendte at Nabokovs Lolita dog udtrykte "solipsisering" af pigen; isolering og overgreb på hendes liv. Iraneren Azar Nafisi kunne dog finde lyspunkter i romanen i tiden efter revolutionen i Iran i slutningen af 1970'erne. Ligesom at Ruhollah Khomeinis styre søgte at kontrollere hunkønnet i Iran med strenge regelsæt, bl.a. slør i Nafisis optik, søger Humbert i romanen at hindre Lolitas udvikling, hun må ikke ældes og modnes. På samme vis blev læsningen af den forbudte Lolitabog et brugbart oprør i Iran.
Nyere tid
I Japan kendes også computerspillet Lolita Syndrome fra 1983 ved Katsumi Mochizuki og i senere udgaver, distribueret af ENIX. Spillet kaldes også Maison-Rolita (fransk-japansk for Lolitahuset; eller Roulettehuset). I spillet gælder det om at befri en præpubertær fastbunden pige fra en "motorsavsmassakre". Lykkes det at nå videre i spillet, smider pigen tøjet. Kritikere kaldte det "sadistisk".
Betegnelsen Lolita har også vundet indpas inden for japansk beklædningsindustri: Lolita-mode iført engelsk kostskolepigeuniform med kort skørt. Den anvendes også i nogle Hentai-animerede film. Inden for musikbranchen gives desuden siden slutningen af 1990'erne Gothic Lolita, typisk i mørkt tøj.

## Eksterne referencer
- Little Deadly Demons i American Sexuality Magazine (2006): Web.archive.org: "Little deadly demons".
- Lola! Lola! Lola! i California Literary Review (26. marts 2007): Web.archive.org: "Lola Lola Lola".